# Saint-Augustin (Charente-Maritime)
Saint-Augustin település Franciaországban, Charente-Maritime megyében. Lakosainak száma 1503 fő (2022. január 1.). Saint-Augustin Breuillet, Chaillevette, Étaules, Les Mathes és Saint-Palais-sur-Mer községekkel határos.

## Népesség
A település népessége az elmúlt években az alábbi módon változott:
| Lakosok száma | 493  | 634  | 742  | 1156 | 1302 | 1329 | 1351 | 1381 | 1421 | 1503 |
|               | 1968 | 1982 | 1990 | 2006 | 2013 | 2015 | 2017 | 2019 | 2020 | 2022 |